# Gripopteryx serrensis
Gripopteryx serrensis är en bäcksländeart som beskrevs av Froehlich 1993. Gripopteryx serrensis ingår i släktet Gripopteryx och familjen Gripopterygidae. Inga underarter finns listade i Catalogue of Life.